# Donald Grant Nutter
Donald Grant Nutter, född 28 november 1915 i Lambert, Montana, död 25 januari 1962 i Lewis and Clark County, Montana, var en amerikansk republikansk politiker. Han var Montanas guvernör från 1961 fram till sin död i en flygolycka.
Nutter deltog i andra världskriget som pilot i US Army Air Forces och avlade 1954 juristexamen. För insatserna i kriget tilldelades Nutter Distinguished Flying Cross. Han var ordförande för republikanerna i Montana 1958–1960.
År 1961 efterträdde Nutter J. Hugo Aronson som guvernör. Ett år senare omkom guvernör Nutter då hans flygplan havererade i en snöstorm.